# Yuan judiciaire
Le Yuan judiciaire (chinois : 司法院 ; pinyin : Sīfǎ Yuàn ; pe̍h-ōe-jī : Su-hoat Īⁿ) est le pouvoir judiciaire de la république de Chine. Le Yuan judiciaire exerce les fonctions de Cour constitutionnelle et de supervision des juridictions de Taïwan, y compris les tribunaux ordinaires tels que la Cour suprême, les Hautes cours et les tribunaux de district ainsi que les juridictions spécialisées telles que les tribunaux administratifs et disciplinaires. Le Yuan judiciaire détient les pouvoirs suivants:
- Interprétation : agir en tant que Cour constitutionnelle pour interpréter la Constitution et d’autres lois et règlements édictés par le gouvernement central ou local ;
- Jugement : la plupart des affaires civiles, pénales et administratives sont jugées par leurs tribunaux respectifs supervisés par le Yuan judiciaire. La Cour constitutionnelle statue sur les affaires de destitution du président de la république et de dissolution des partis politiques ;
- Disciplinaire : les sanctions disciplinaires à l’égard des agents publics sont prononcées par le tribunal disciplinaire ;
- Administration judiciaire : le Yuan judiciaire supervise la gestion administratives et technique de tous les tribunaux établis par la loi taïwanaise.

Selon la Constitution actuelle, la Cour constitutionnelle est composée de quinze juges. Un juge agit en tant que président de la Cour et un autre en tant que vice-président. Tous les juges, y compris le président et le vice-président, sont nommés par le président de la république avec l'approbation du Yuan législatif. Les juges sont nommés pour un mandat de huit années, mais cette limite ne s'applique pas au président et au vice-président.

## Cour constitutionnelle

### Histoire
Avant les années 1980, l’impact de la Cour constitutionnelle était limité par la gouvernance autoritaire de Taïwan. La Cour pourrait être considérée comme un instrument du régime du Kuomintang, le parti nationaliste. Elle n'a jamais accepté de contester la constitutionnalité des dispositions temporaires à la Constitution, qui servaient de base légale du régime autoritaire. La Cour a refusé d'entendre les contestations de ces dispositions et a rendu un certain nombre de décisions qui ont facilité le régime du Kuomintang dans les limites d'un constitutionnalisme au moins nominal. Dans la plupart des cas, la Cour a joué le rôle de conseiller juridique auprès du gouvernement nationaliste, rendant des décisions qui unifiaient les interprétations des lois ou des règlements ou conférant une légitimité à ces solutions politiquement opportunes en raison de la prolongation du mandat des représentants législatifs. Dans l'interprétation no 31 de 1954, la Cour a prolongé le mandat des représentants législatifs, estimant que « la nation était en crise et le pays ne pouvait pas organiser légalement les élections pour un second mandat ». Dans les années 1960 et 1970, la Cour constitutionnelle a confirmé la constitutionnalité de l'ajout de sièges supplémentaires au Yuan législatif et à l'Assemblée nationale au moyen de dispositions législatives, dans les interprétations no 117 et 150.
Avant les années 1980, la Cour constitutionnelle s’affirmait rarement comme gardienne de la Constitution. En de rares occasions, cependant, elle risquait néanmoins de saper sa propre autorité institutionnelle en s’opposant aux autres branches du gouvernement. Dans l'interprétation no 86 de 1960, la Cour a jugé que la loi qui autorisait le ministère de la Justice à superviser les tribunaux inférieurs était incompatible avec la Constitution et exigeait que tous les tribunaux soient placés sous l'autorité du Yuan judiciaire. Cependant, cette décision a été ignorée par le gouvernement et la loi en cause n’a été modifiée qu’en 1980.
Cependant, après l'accession de Lee Teng-hui à la présidence de la république en 1987, la Cour est devenue progressivement plus active. Elle a commencé à s’attaquer aux mesures administratives qui étaient vagues ou qui déléguaient trop de pouvoir à l'exécutif. Parmi ses décisions, la Cour a mis fin à l'interdiction des rassemblements prônant le sécessionnisme ou le communisme comme une violation de la liberté d'expression, a autorisé les universités à refuser la présence de « conseillers » militaires, dont la présence dans les dortoirs était auparavant obligatoire, et a autorisé les enseignants à former un syndicat en dehors de la structure syndicale « officielle ». Les amendements constitutionnels de 1992 ont permis à la Cour d'entendre les affaires contre les partis politiques « inconstitutionnels », définis comme ceux dont « les objectifs ou les activités mettent en péril l'existence de la république de Chine ou un ordre constitutionnel démocratique et libre ».
Entre 2000 et 2008, alors que le Yuan exécutif et le Yuan législatif sont respectivement contrôlés par des partis politiques opposés, la Cour constitutionnelle est devenue un médiateur principal dans les conflits politiques très tendus. Elle a adopté une « approche dialectique » pour faciliter le dialogue politique. Par exemple, dans un litige constitutionnel concernant la suspension de la construction d’une centrale nucléaire, la Cour a jugé que le Yuan exécutif dirigé par le Parti démocrate progressiste devait négocier avec le Yuan législatif dominé par le Kuomintang pour résoudre le problème. L'alignement du contrôle partisan de l'exécutif et du législatif de 2008 à 2024 a entraîné une baisse du nombre d'affaires politiquement importantes portées au rôle de la Cour constitutionnelle. Dans le même temps, le nombre de requêtes individuelles contre des actes législatifs ou exécutifs pour violation des droits constitutionnels a continué d’augmenter régulièrement, et la Cour constitutionnelle a répondu à ces saisines par un nombre élevé de déclarations d’inconstitutionnalité.
À la suite des élections législatives de janvier 2024, le Kuomintang (KMT) a, avec son allié du Parti populaire taïwanais (PTT), fait adopter une réforme contestée de la procédure devant la Cour constitutionnelle. Cette dernière prévoit notamment une augmentation du quorum de juges présents pour que la Cour puisse statuer, passant au deux tiers du nombre total de postes (soit 10 juges sur 15), ainsi qu'une majorité fixée à 9 juges pour rendre une décision et non plus à la majorité des présents. Le fonctionnement de la Cour s'en trouve donc largement perturbé,, alors que les propositions du président Lai Ching-te, du Parti démocrate progressiste, afin de pourvoir les 7 postes vacants depuis décembre 2024 sont rejetées par le KMT et le PTT au Yuan législatif,.

### Fonctions

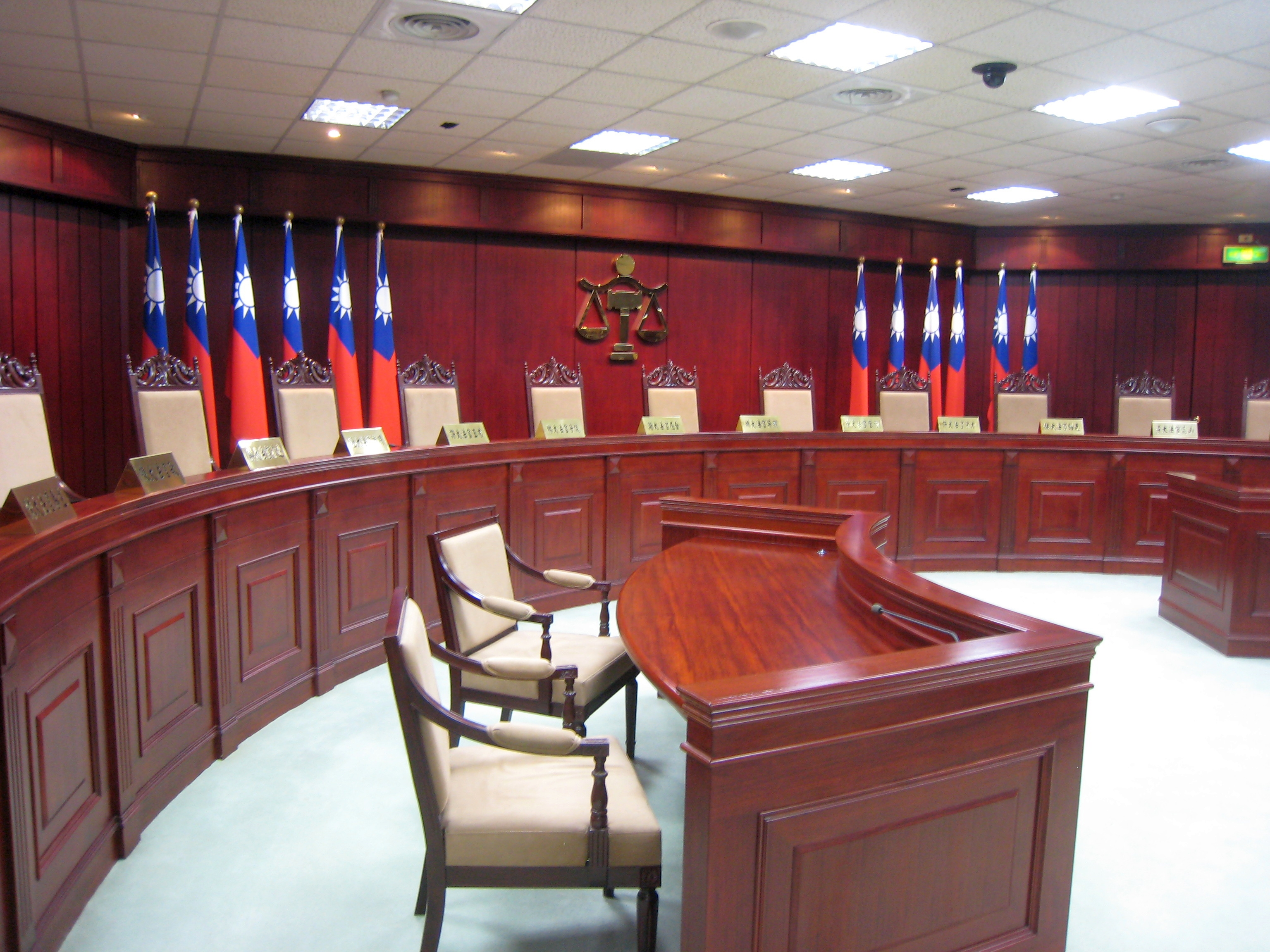
Salle d'audience de la Cour constitutionnelle

La Cour constitutionnelle (chinois : 憲法法庭 ; pinyin : Xiànfǎ Fǎtíng ; pe̍h-ōe-jī : Hiàn-hoat Hoat-têng), également connu sous le nom de Conseil des Grands Juges (大法官會議), statue sur les six catégories suivantes d'affaires :
1. Constitutionnalité des lois et plaintes constitutionnelles (chapitre III) ;
2. Différends entre organes constitutionnels (chapitre IV) ;
3. Mise en accusation du Président de la république ou du Vice-président (chapitre V) ;
4. Dissolution des partis politiques inconstitutionnels (chapitre VI)[10],[1];
5. Autonomie locale (chapitre VII) ;
6. Interprétation uniforme des lois et règlements (chapitre VIII).

Une requête visant à déclarer des règlements ou des lois inconstitutionnels (chapitre III) peut être déposée dans les circonstances suivantes :
- Les plus hauts organes de l'État, dans l'exercice de leurs pouvoirs ou en raison de l'exercice des pouvoirs d'un de leur organisme qui leur est subordonné, considère que la loi est contraire à la Constitution. Un organisme subordonné qui, dans l'exercice de ses pouvoirs, considère que la loi est contraire à la Constitution peut demander à l'organe dont il dépend de déposer une requête ;
- Un quart ou plus des législateurs en exercice qui, dans l’exercice de leurs pouvoirs, estiment que la loi pertinente est contraire à la Constitution ;
- Une juridiction qui croit fermement, pour des motifs raisonnables, qu'une loi dont la validité dépend de la décision de cette juridiction dans une affaire pendante devant elle est contraire à la Constitution ;
- Après épuisement de tous les recours juridictionnels ordinaires, toute personne qui estime qu'une décision de justice définitive qui lui est défavorable ou une disposition appliquée par une telle décision contrevient à la Constitution. Cette personne peut également obtenir de la Cour qu'elle déclare la décision de justice en cause elle-même inconstitutionnelle.

### Composition
La Cour constitutionnelle est composée de quinze juges (chinois : 大法官 ; pinyin : Dàfǎguān ; pe̍h-ōe-jī : Tōa-hoat-koaⁿ) nommés pour huit an. Les membres actuels sont les suivants: 
| Président et juge en chef                               | Président et juge en chef                               | Vice-président                                       | Vice-président                                       |
| ------------------------------------------------------- | ------------------------------------------------------- | ---------------------------------------------------- | ---------------------------------------------------- |
| Shieh Ming-yan                                          | Shieh Ming-yan                                          | Vacant                                               | Vacant                                               |
| Juges                                                   |                                                         |                                                      |                                                      |
| Mandat de 2019 à 2027                                   | Mandat de 2019 à 2027                                   | Mandat de 2023 à 2031                                | Mandat de 2023 à 2031                                |
| Lu Tai-lang Yang Hui-Chin Shieh Ming-yan Tsai Tzung-Jen | Lu Tai-lang Yang Hui-Chin Shieh Ming-yan Tsai Tzung-Jen | Tsai Tsai-chen Ju Fu-Meei Chen Chung-Wu Yu Po-Hsiang | Tsai Tsai-chen Ju Fu-Meei Chen Chung-Wu Yu Po-Hsiang |

### Décisions importantes
Les décisions importantes de la Cour constitutionnelle sont énumérées ci-dessous.

#### Décisions antérieures à la loi sur la procédure devant la Cour constitutionnelle
| no  | Date              | Portée |
| --- | ----------------- | --- |
| 1   | 6 janvier 1949    | Incompatibilité entre les fonctions de membres du Yuan législatif et du Yuan exécutif |
| 31  | 29 janvier 1954   | Extension de la durée du mandat des membres du Yuan législatif et du Yuan de contrôle jusqu'aux prochains élections en Chine |
| 76  | 3 mai 1957        | Question du Parlement tricaméral : Assemblée nationale, Yuan de contrôle et Yuan législatif |
| 86  | 15 août 1960      | Toutes les Hautes Cours et Tribunaux de districts doivent être placées sous l'autorité du Yuan judiciaire |
| 99  | 19 décembre 1962  | Le nouveau dollar de Taïwan, émis par la banque centrale est la seule monnaies fiduciaire, et non les monnaies locales |
| 261 | 21 juin 1990      | Les mandats de la première Assemblée nationale et des premiers Yuans législatifs et de contrôle expirerons au 31 décembre 1991. Cette décision ouvre la voie à des élections au Yuan législatif et à l'Assemblée nationale en 1991, et au Yuan de contrôle en 1992. |
| 328 | 11 novembre 1993  | La question de l'étendue du territoire nationale ne relève pas de la compétence de Cour constitutionnelle. |
| 365 | 23 septembre 1994 | Le principe de jus sanguinis du droit taïwanais s'applique à la mère et au père. |
| 499 | 24 mars 2000      | Annulation du 5e amendement aux Articles additionnels à la Constitution. |
| 644 | 20 juin 2008      | L'interdiction des associations « promouvant le communisme ou la secession » est inconstitutionnelle. |
| 748 | 24 mai 2017       | L'interdiction du mariage entre personnes de même sexe par le Code civil de Taïwan est inconstitutionnel. Le gouvernement est tenu de prendre des mesures pour légaliser ledit mariage.                                                                             |
| 791 | 29 mai 2020       | La criminalisation de l'adultère est inconstitutionnelle. |

##### Interprétationno31
En 1954, le Conseil des Grands Juges a prolongé le mandat des membres du Yuan législatif et du Yuan de contrôle élus en 1948, estimant que :

« La Nation était en crise et le pays ne pouvait pas organiser légalement des élections pour un second mandat. »

À la suite de cette décision, les membres du Yuan législatif et du Yuan de contrôle qui en étaient à leur premier mandat ont continué à siéger pendant les quatre décennies suivantes, jusqu'en 1992, ce qui a entraîné des distorsions de la représentation. À la suite du décès de certains de ces représentants, les dispositions temporaires contre la rébellion communiste ont été modifiées pour permettre de combler les postes vacants en organisant des élections supplémentaires ou en ajoutant des sièges supplémentaires pour les représentants élus localement sur l'île de Taiwan.

##### Interprétationno261
Le Conseil des grands juges a émis l’interprétation no 261 le 21 juin 1990 et s'est prononcé sur la constitutionnalité de la poursuite du mandat des membres de l'Assemblée nationale des membres élus sur le continent en 1948 et a ordonné que :

« Les membres de la première législature qui n'ont pas été réélus sur une base périodique doivent cesser d'exercer leurs fonctions le 31 décembre 1991, au plus tard. »

 La Cour a en outre exigé du gouvernement qu'il organise une élection nationale pour un second mandat des représentants nationaux, y compris un certain nombre de représentants dans une seule circonscription nationale, pour le bon fonctionnement du système constitutionnel.

##### Interprétationno499
La Cour constitutionnelle, en annulant le 5e amendement des articles additionnels de la Constitution, a élaboré des critères selon lesquels la constitutionnalité d'un amendement constitutionnel doit être jugée :
- un amendement constitutionnel doit être adopté conformément à la procédure constitutionnelle ;
- étant donné qu'un amendement constitutionnel est adopté sur la base des pouvoirs conférés par la constitution, il ne peut pas modifier « les dispositions constitutionnelles existantes d'importance essentielle, telles que le principe de la république démocratique, le principe de la souveraineté du peuple et par le peuple, le contenu essentiel des droits fondamentaux du peuple et le principe de freins et contrepoids des pouvoirs gouvernementaux. »[3].

#### Décisions rendues après la loi sur la procédure de la Cour constitutionnelle
| Non.            | Date            | Résumé |
| --------------- | --------------- | --- |
| Jugement 2, 111 | 25 février 2022 | L'« indemnisation raisonnable » visée au paragraphe 1 de l'article 195 du Code civil n'inclut pas les excuses obligatoires ordonnées par un tribunal judiciaire. |

## Juridictions ordinaires

### Cour suprême

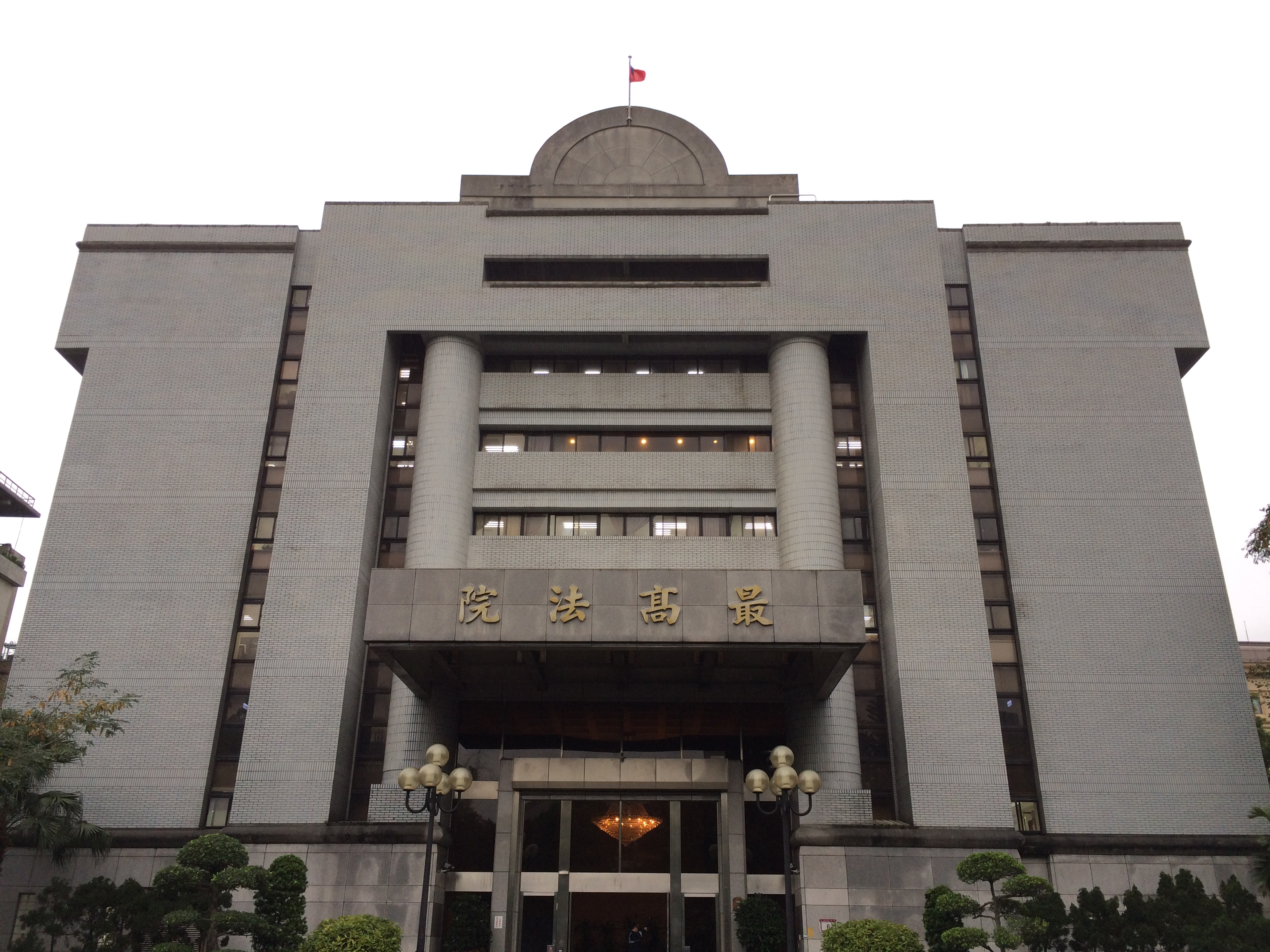
Cour suprême.

La Cour suprême (chinois : 最高法院 ; pinyin : Zuìgāo Fǎyuàn ; pe̍h-ōe-jī : Chòe-ko Hoat-īⁿ) est la juridiction de dernier ressort pour les affaires civiles et pénales. Une affaire civile ne peut faire l’objet d’un recours en cassation devant la Cour suprême que lorsque l’enjeu est supérieur à 1 500 000 NT$. À l'exception des contraventions énumérées à l'article 376 du Code de procédure pénale, toute affaire pénale peut faire l'objet d'un pourvoi devant la Cour.
La Cour suprême exerce sa compétence sur les affaires suivantes :
- pourvoi contre les jugements des Hautes Cours ou de leurs succursales en tant que juridiction de première instance dans les affaires pénales ;
- pourvoi contre les arrêts des Hautes Cours ou de leurs succursales en tant que juridiction de seconde instance dans les affaires civiles et pénales ;
- pouvoir contre les décisions des Hautes Cours ou de leurs succursales ;
- pourvoi contre les décisions rendus par le tribunal civil de seconde instance selon la procédure sommaire, les montants en litige dépassant 1 500 000 NT$, et avec autorisation accordée conformément aux dispositions spécifiées ;
- les procès civils et pénaux en révision relevant de la compétence du tribunal de troisième instance ;
- appels extraordinaires
- tout autre cas prévu par la loi.

### Hautes Cours

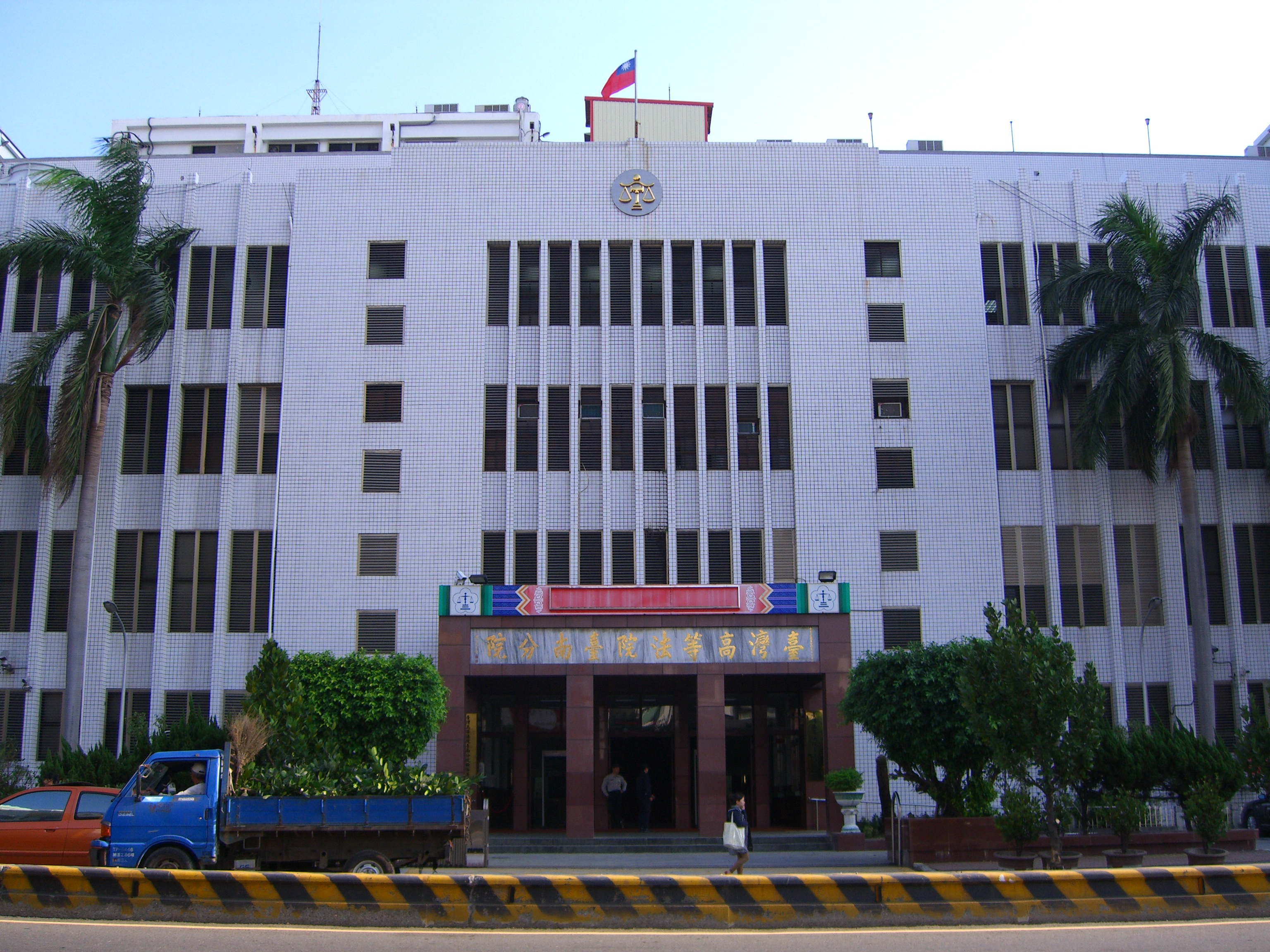
Haute Cour de Tainan

Il existe six Hautes Cours (chinois : 高等法院 ; pinyin : Gāoděng Fǎyuàn ; pe̍h-ōe-jī : Ko-téng Hoat-īⁿ) à Taïwan :
| N. | Nom                                           | Chinois              |
| -- | --------------------------------------------- | -------------------- |
| 1  | Haute Cour de Taiwan                          | 臺灣高等法院         |
| 2  | Haute Cour de Taiwan, succursale de Taichung  | 臺灣高等法院臺中分院 |
| 3  | Haute Cour de Taiwan, succursale de Tainan    | 臺灣高等法院臺南分院 |
| 4  | Haute Cour de Taiwan, succursale de Kaohsiung | 臺灣高等法院高雄分院 |
| 5  | Haute Cour de Taiwan, succursale de Hualien   | 臺灣高等法院花蓮分院 |
| 6  | Haute Cour du Fujian, succursale de Kinmen    | 福建高等法院金門分院 |

Les Hautes Cours et leurs succursales exercent leur compétence sur les affaires suivantes: 
- Appels des jugements des tribunaux de district ou de leurs succursales en tant que tribunaux de première instance dans les procédures ordinaires des affaires civiles et pénales ;
- Appels interlocutoires des décisions des tribunaux de district ou de leurs branches dans les procédures ordinaires ;
- Affaires pénales de première instance relatives à la rébellion, à la trahison et aux infractions contre les relations amicales avec des États étrangers ;
- Affaires d'appel militaires dont les jugements sont des peines d'emprisonnement pour une durée déterminée rendues par les Hautes Cours militaires et leurs succursales ;
- Autres cas prévus par la loi.

Les Hautes Cours et leurs succursales compte des divisions civiles, pénales et spécialisées. Chaque division est composée d’un juge en chef de division et de deux juges assesseurs. En outre, les Hautes Cours et leurs succursales disposent d’un bureau administratif, dirigé par un greffier en chef qui assiste le président dans les affaires administratives.
Les affaires portées devant les Hautes Cours ou leurs succursales sont entendues et jugées par un collège de trois juges. Toutefois, l'un des juges peut mener une procédure préparatoire.
La Cour dispose de sept tribunaux civils, chacun doté d'un président et de trois juges chargés de traiter les appels civils selon le principe de la collégialité, mais ils ne traitent pas de litiges simples. La Cour dispose de onze tribunaux pénaux, chacun doté d'un président et de deux ou trois juges chargés de traiter les appels pénaux suivant le principe de collégialité ainsi que les litiges de première instance concernant les troubles civils, l'agression étrangère ou la violation des relations extérieures. En fonction des besoins, la Cour gère plusieurs tribunaux professionnels tels que le Tribunal professionnel des affaires de commerce équitable, le Tribunal professionnel de la famille, le Tribunal professionnel du commerce international, le Tribunal professionnel maritime, le Tribunal professionnel des indemnisations de l'État, le Tribunal professionnel de la lutte contre la corruption, le Tribunal professionnel des droits de propriété intellectuelle, le Tribunal professionnel de la délinquance juvénile, le Tribunal professionnel des affaires pénales graves, le Tribunal professionnel de la sécurité publique, le Tribunal professionnel du harcèlement sexuel, etc.

### Tribunal de district

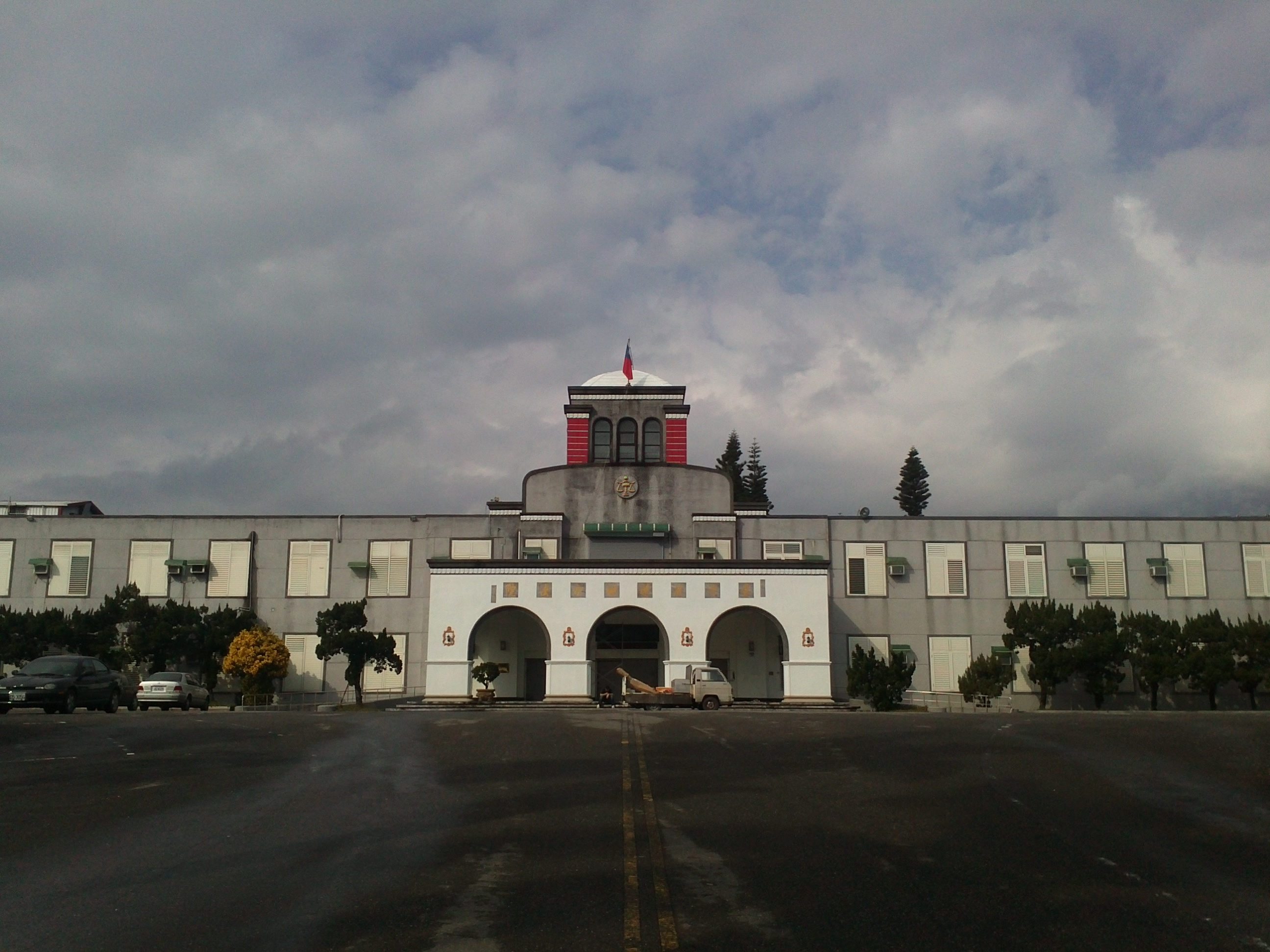
Tribunal du district de Hualien

Il existe actuellement 22 tribunaux de district (chinois : 地方法院 ; pinyin : Dìfāng Fǎyuàn ; pe̍h-ōe-jī : Tē-hng Hoat-īⁿ) à Taïwan: 
| 1 | Changhua  | 臺灣彰化地方法院 | 9  | Lienchiang | 福建連江地方法院 | 17 | Tainan  | 臺灣臺南地方法院 |
| 2 | Chiayi    | 臺灣嘉義地方法院 | 10 | Miaoli     | 臺灣苗栗地方法院 | 18 | Taipei  | 臺灣臺北地方法院 |
| 3 | Ciaotou   | 臺灣橋頭地方法院 | 11 | Nantou     | 臺灣南投地方法院 | 19 | Taitung | 臺灣臺東地方法院 |
| 4 | Hsinchu   | 臺灣新竹地方法院 | 12 | New Taipei | 臺灣新北地方法院 | 20 | Taoyuan | 臺灣桃園地方法院 |
| 5 | Hualien   | 臺灣花蓮地方法院 | 13 | Penghu     | 臺灣澎湖地方法院 | 21 | Yilan   | 臺灣宜蘭地方法院 |
| 6 | Kaohsiung | 臺灣高雄地方法院 | 14 | Pingtung   | 臺灣屏東地方法院 | 22 | Yunlin  | 臺灣雲林地方法院 |
| 7 | Keelung   | 臺灣基隆地方法院 | 15 | Shilin     | 臺灣士林地方法院 |    |         |                  |
| 8 | Kinmen    | 福建金門地方法院 | 16 | Taichung   | 臺灣臺中地方法院 |    |         |                  |

Chaque tribunal de district peut établir une ou plusieurs divisions sommaires pour juger les affaires susceptibles d'être jugées en procédure sommaire. La procédure sommaire civile s'applique aux cas impliquant un montant en litige ne dépassant pas 300 000 NT$ et aux litiges juridiques simples. Il existe actuellement un total de 45 divisions à Taiwan. En outre, il existe un tribunal pour mineurs à Taiwan Kaohsiung, établi conformément à la loi régissant le règlement des affaires concernant les mineurs.
Chacun des tribunaux de district dispose de divisions civiles, pénales et sommaires et peut créer des divisions spécialisées en matière de droit de la famille, de la circulation, du travail et du droit pénal des mineurs ainsi que les requêtes visant à annuler les décisions relatives aux violations de la loi sur le maintien de l'ordre social. Chaque division dispose d’un juge en chef de division qui supervise et attribue les affaires de la division. Chaque tribunal de district dispose d’un bureau de la défense et d’un bureau d’agent de probation.
Un juge statue seul sur les affaires dans les procédures ordinaires et sommaires ainsi que dans les affaires de petites créances. Une formation de trois juges statue sur les affaires de grande importance dans les procédures ordinaires ainsi que sur les appels ou les appels interlocutoires des procédures sommaires et des petites créances. Les affaires pénales sont jugées par une formation de trois juges, à l'exception des procédures sommaires qui peuvent être jugées par un seul juge. Le tribunal pour mineurs entend et statue uniquement sur les affaires impliquant des mineurs.

## Juridictions spécialisées

### Juridictions administratives
Les juridictions administratives (chinois : 行政法院 ; pinyin : Xíngzhèng Fǎyuàn ; pe̍h-ōe-jī : Hêng-chèng Hoat-īⁿ) traite des dossiers relatifs aux litiges administratifs. Le système actuel de contentieux administratif adopte une procédure à « deux niveaux et deux instances ». Les juridictions administratives sont classés en Haute Cour administrative, qui est la juridiction de première instance, et en Cour administrative suprême, qui est la juridiction d'appel.
| Nom                                                    | Caractères chinois         |
| ------------------------------------------------------ | -------------------------- |
| Cour administrative suprême                            | 最高行政法院               |
|                                                        |                            |
| Haute Cour administrative de Taipei                    | 臺北高等行政法院           |
| Haute Cour administrative de Taichung                  | 臺中高等行政法院           |
| Haute Cour administrative de Kaohsiung                 | 高雄高等行政法院           |
| Tribunal administratif supérieur de Tainan (en projet) | 臺南高等行政法院（籌設中） |

### Tribunal de la propriété intellectuelle et du commerce
Le tribunal de la propriété intellectuelle et du commerce (chinois : 智慧財產及商業法院 ; pinyin : Zhìhuìcáichǎn Fǎyuàn ; pe̍h-ōe-jī : Tì-hūi-châi-sán Hoat-īⁿ) traite des affaires concernant la propriété intellectuelle et le commerce.

### Tribunal disciplinaire
Le tribunal disciplinaire (chinois : 懲戒法院 ; pinyin : Chéngjiè Fǎyuàn ; pe̍h-ōe-jī : Têng-kài Hoat-īⁿ) maintient la discipline officielle et sanctionne les agents publics, quel que soit leur rang ou leur emploi, pour violation de la loi ou négligence dans l'exercice de leurs fonctions, conformément à l'article 77 de la Constitution.

## Juges
L’article 80 de la Constitution taïwanaise dispose que les juges doivent être au-dessus de tout esprit partisan et doivent, conformément à la loi, conduire des procès en toute indépendance, à l’abri de toute ingérence. En outre, l’article 81 dispose que les juges sont nommés à vie. Aucun juge ne peut être révoqué s'il n'a été coupable d'une infraction pénale ou s'il n'a pas été soumis à une mesure disciplinaire ou s'il n'a pas été déclaré sous le coup d'une interdiction. Aucun juge ne peut, sauf en conformité avec la loi, être suspendu ou muté, ni voir son traitement réduit. Les juges sont nommés parmi les personnes ayant réussi l'examen des fonctionnaires judiciaires, ayant suivi le cours de formation des fonctionnaires judiciaires et possédant des antécédents distingués après une période de pratique.

## Président et vice-président du Yuan judiciaire

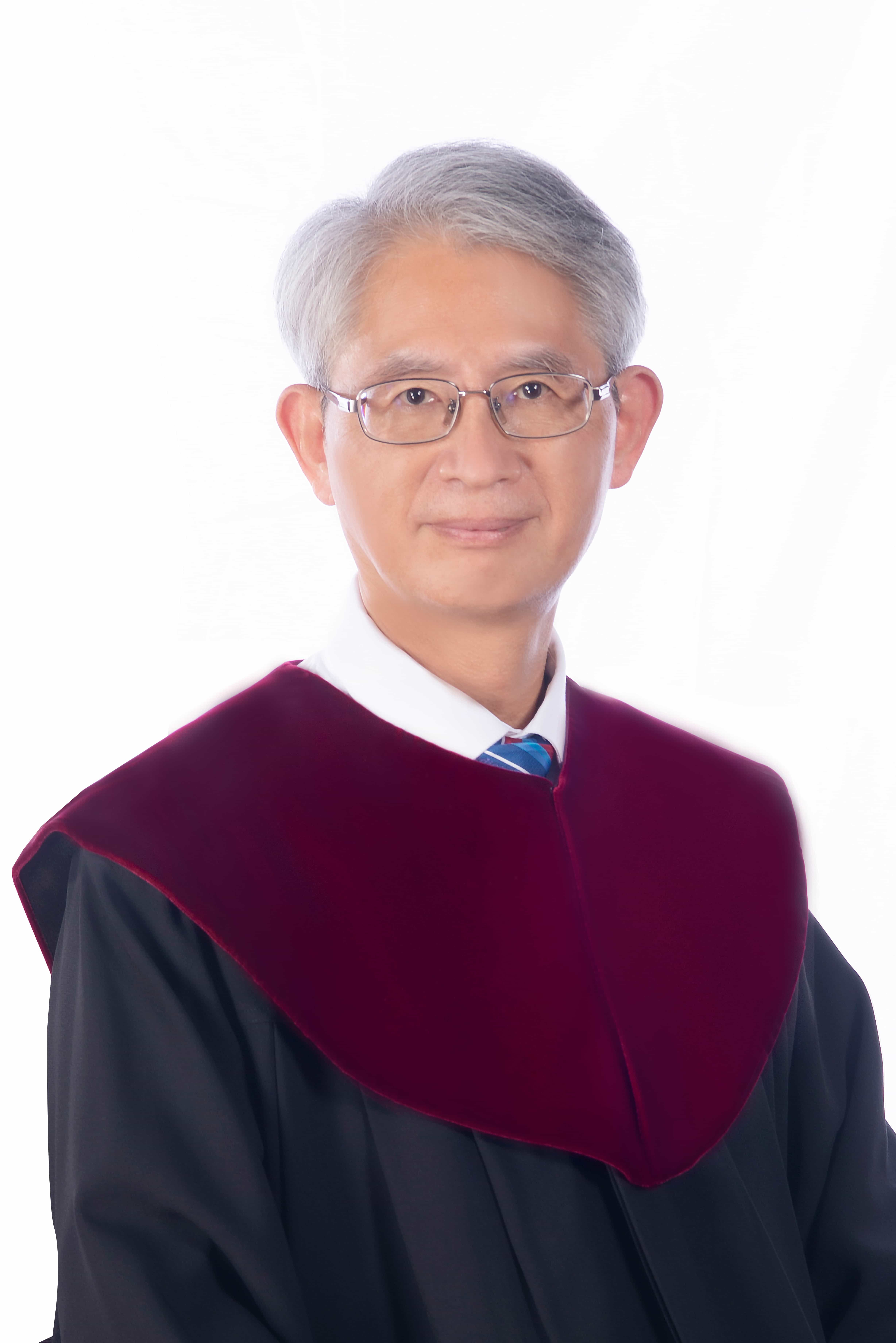
Shieh Ming-yan, président par intérim du Yuan judiciaire.

Depuis un amendement constitutionnel ratifié en 1997, le président et le vice-président du Yuan judiciaire doivent être des juges. Toutefois, ils ne sont pas soumis à la limite de mandat de 8 ans comme les 13 autres juges. En vertu de la Constitution actuelle, le président et le vice-président du Yuan judiciaire sont nommés par le président de la république avec l’approbation du Yuan législatif.

### Avant la Constitution de 1947
| Président                                                                                          | Vice-président |
| -------------------------------------------------------------------------------------------------- | --- |
| - Wang Ch'ung-hui (8 octobre 1928 – 6 janvier 1932) - Ju Zheng (7 janvier 1932 – 1er juillet 1948) | - Zhang Ji (novembre 1928 – janvier 1932) - Ju Zheng (janvier 1932 – mars 1932) - Qin Zhen (mars 1932 – avril 1947) - Li Wenfan (avril 1947 – juillet 1948) |

### Sous la Constitution de 1947
| Mandat | Date                               | Président                          | Vice-président   | Notes                                           |
| ------ | ---------------------------------- | ---------------------------------- | ---------------- | ----------------------------------------------- |
| 1      | juillet 1948 – mai 1950            | Wang Ch'ung-hui                    | Shi Zhiquan      | Entrée en fonction à Nankin                     |
| 1      | mai 1950 – mars 1958               | Wang Ch'ung-hui                    | Hsieh Kuan-sheng | Wang Ch'ung-hui est décédé en fonction          |
| 1      | mars 1958 – juin 1958              | Le vice-président exerce l'intérim | Hsieh Kuan-sheng |                                                 |
| 2      | juin 1958 – juillet 1965           | Hsieh Kuan-sheng                   | Fu Bingchang     | Fu Bingchang est décédé en fonction             |
| 2      | juillet 1965 – juillet 1966        | Hsieh Kuan-sheng                   | Poste vacant     |                                                 |
| 2      | juillet 1966 – décembre 1971       | Hsieh Kuan-sheng                   | Xie Yingzhou     | Hsieh Kuan-sheng est décédé en fonction         |
| 3      | décembre 1971 – avril 1972         | Tien Chung-chin                    | Xie Yingzhou     | Xie Yingzhou est décédé en fonction             |
| 3      | avril 1972 – juillet 1972          | Tien Chung-chin                    | Poste vacant     |                                                 |
| 3      | juillet 1972 – mars 1977           | Tien Chung-chin                    | Tai Yen-hui      | Tien Chung-chin est décédé en fonction          |
| 4      | avril 1977 – juillet 1979          | Tai Yen-hui                        | Han Chung-mo     | Tai Yen-hui est le premier président taïwanais. |
| 5      | juillet 1979 – mai 1987            | Huang Shao-ku                      | Hung Shou-nan    |                                                 |
| 6      | 1er mai 1987 – 1er mai 1993        | Lin Yang-kang                      | Wang Tao-yuan    |                                                 |
| 6      | 1er mai 1993 – 1er septembre 1994  | Lin Yang-kang                      | Lu Yu-wen        |                                                 |
| 7      | 1er septembre 1994 – 1er août 1998 | Shih Chi-yang                      | Lu Yu-wen        |                                                 |
| 7      | 1er août 1998 – 1er février 1999   | Shih Chi-yang                      | Poste vacant     |                                                 |

### Sous la Constitution amendée en 1997
| Mandat | Date                                  | Président                           | Vice-président   |
| ------ | ------------------------------------- | ----------------------------------- | ---------------- |
| 1      | 1er février 1999 – 30 septembre 2003  | Weng Yueh-sheng                     | Cheng Chung-mo   |
| 2      | 1er octobre 2003 – 7 avril 2006       | Weng Yueh-sheng                     | Cheng Chung-mo   |
| 3      | 7 avril 2006 – 30 septembre 2007      | Weng Yueh-sheng                     | Lai In-jaw       |
| 4      | 1er octobre 2007 – 18 juillet 2010    | Lai In-jaw                          | Hsieh Tsai-chuan |
| 4      | 19 juillet 2010 – 12 octobre 2010     | Le vice-président exerce l'intérim. | Hsieh Tsai-chuan |
| 5      | 13 octobre 2010 – 31 octobre 2016     | Rai Hau-min                         | Su Yeong-chin    |
| 6      | 1er novembre 2016 – 1er novembre 2016 | Hsu Tzong-li                        | Tsai Jeong-duen  |
| 6      | 1er novembre 2024 – en fonction       | Shieh Ming-yan, par intérim         | Poste vacant     |